# KTU 5.6

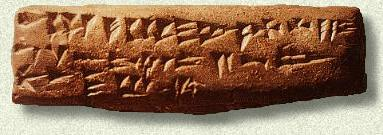
Табличка KTU 5.6

KTU 5.6 (RS 12063) — глиняная табличка, датируемая XIV веком до н. э. и содержащая угаритский абецедарий. Находится в Национальном музее Дамаска, инвентарный номер — 3651.

## Описание
Табличка была обнаружена Клодом Шеффером в ноябре 1949 года у западного входа в царский дворец Угарита (современный Рас-Шамра в Сирии) в топографической точке 26 на глубине 2,7 м и датируется XIV веком до нашей эры. Была впервые опубликована в 1950 году. Алфавит в составе 30 букв сохранился полностью и читается следующим образом:
| 𐎀 | 𐎁 | 𐎂 | 𐎃 | 𐎄 | 𐎅 | 𐎆 | 𐎇 | 𐎈 | 𐎉 | 𐎊 | 𐎋 | 𐎌 | 𐎍 |
| a | b | g | ḫ | d | h | w | z | ḥ | ṭ | y | k | š | l |
| 𐎎 | 𐎏 | 𐎐 | 𐎑 | 𐎒 | 𐎓 | 𐎔 | 𐎕 | 𐎖 | 𐎗 | 𐎘 |   |   |   |
| m | ḏ | n | ẓ | s | ʿ | p | ṣ | q | r | ṯ |   |   |   |
| 𐎙 | 𐎚 | 𐎛 | 𐎜 | 𐎝 |   |   |   |   |   |   |   |   |   |
| ġ | t | i | u | ś |   |   |   |   |   |   |   |   |   |

Обнаружение данной таблички и её опознание как перечня угаритских букв в своё время позволило Шарлю Виролло на основании совпадающего порядка букв установить связь между угаритским и финикийским алфавитами, а также предположить, что появление финикийского алфавита предшествовало появлению угаритского и, следовательно, произошло ранее XIV века до н. э., о чём он и объявил на заседании Академии надписей и изящной словесности 17 февраля 1950 года. Ранее найденная табличка RS 10087 оказалась абецедарием того же типа, её существование подтвердило, что порядок букв угаритского алфавита был фиксированным и не являлся поздним заимствованием извне.
Позднее, однако, теория подверглась уточнению. С одной стороны, по мере накопления корпуса из разрозненных надписей постепенно сложилась гипотеза о протоханаанейском письме — предшественнике финикийского — которое могло также быть либо прототипом угаритского, либо иметь общий с ним источник. С другой стороны, в 1933 году в Бейт-Шемеше была обнаружена табличка угаритского письма с абецедарием, где порядок знаков был иным и соответствовал порядку знаков южноаравийских письменностей (потомком которых является современное эфиопское письмо).

## В культуре
Табличка KTU 5.6 изображена на аверсе сирийской банкноты номиналом 50 фунтов 2009 года.